# Stazione di Saint-Dizier
La stazione di Saint-Dizier (in francese Gare de Saint-Dizier) è la principale stazione ferroviaria di Saint-Dizier, Francia.